# Леди Хау ставит мат Бенджамину Франклину
Леди Хау ставит мат Бенджамину Франклину (англ. Lady Howe Checkmating Benjamin Franklin) — наиболее известная картина англо-американского художника Эдварда Харрисона Мэя (англ. Edward Harrison Maу, 1824—1887), изображающая драматическое событие, предшествовавшее началу войны за независимость английских колоний в Северной Америке.

## Сюжет картины
В конце 1774 года Бенджамин Франклин прибыл в Лондон для попытки мирного урегулирования противоречий между британским правительством и американским Конгрессом. В это время он вёл дневник «Отчет о переговорах в Лондоне» («An Account of Negotiations in London»). В нём он вспоминает, что играл в шахматы с леди Каролиной Хау, сестрой лорда Ричарда Хау, адмирала, и сэра Уильяма Хау, генерала, который должен был впоследствии вести английскую армию в Америку.
Репутация Франклина как шахматиста была хорошо известна в Великобритании, поэтому его не удивило сообщение члена Лондонского королевского общества и хорошего знакомого Франклина мистера Рэпера (Mr. Raper), что 

«некая леди имеет желание играть со мной в шахматы, воображая, что она могла бы победить меня».— Бенджамин Франклин. Отчет о переговорах в Лондоне.
 Хотя Франклин не имел постоянной практики, он был уверен в своей победе, но саму встречу с леди пришлось отложить из-за отсутствия у американца времени.
Запись дневника содержит только намёк на то, что Франклин использовал партии в шахматы с противницей для дипломатических целей. Он описывает свой визит к мисс Хау 2 декабря так:

«Я сыграл несколько партий с леди, которую я нашел способной вести разумный разговор и отличающуюся приятным нравом, что заставило меня согласиться на назначение другой встречи через несколько дней. Я не имел ни малейшего опасения, что политика могла иметь связь с моей новой знакомой».— Бенджамин Франклин. Отчет о переговорах в Лондоне.
Вторая встреча за шахматной доской с «приятной мисс Хау» состоялась 4 декабря. Разговор за шахматами показал, что мисс Хау горячо переживает за судьбу колоний и мечтает предотвратить возможную войну.
Значительно более позднее свидетельство, изложенное подробно в письме писательницы и феминистки Фанни Райт (настоящее имя — Фрэнсис Райт, англ. Frances Wright) философу-моралисту Иеремии Бентаму 12 сентября 1821 года и затем завоевавшее популярность, утверждает, что Франклин использовал этот случай, как средство содействовать делу независимости колоний. Завоевав доверие Франклина, леди Хау по этой версии организовала встречу между Франклином и своим братом — лордом Ричардом Хау, который также желал примирения. Лорд Хау попросил его подготовить некоторые условия соглашения, чтобы обсудить на личной встрече в доме мисс Хау.
В итоге дипломатический манёвр так и не удался, а война всё же разгорелась, несмотря на усилия её предотвратить. Но Франклин понял, что шахматы могут быть полезным инструментом для ведения переговоров, особенно как предлог, чтобы провести время с влиятельными дамами.

## Создание картины и её судьба

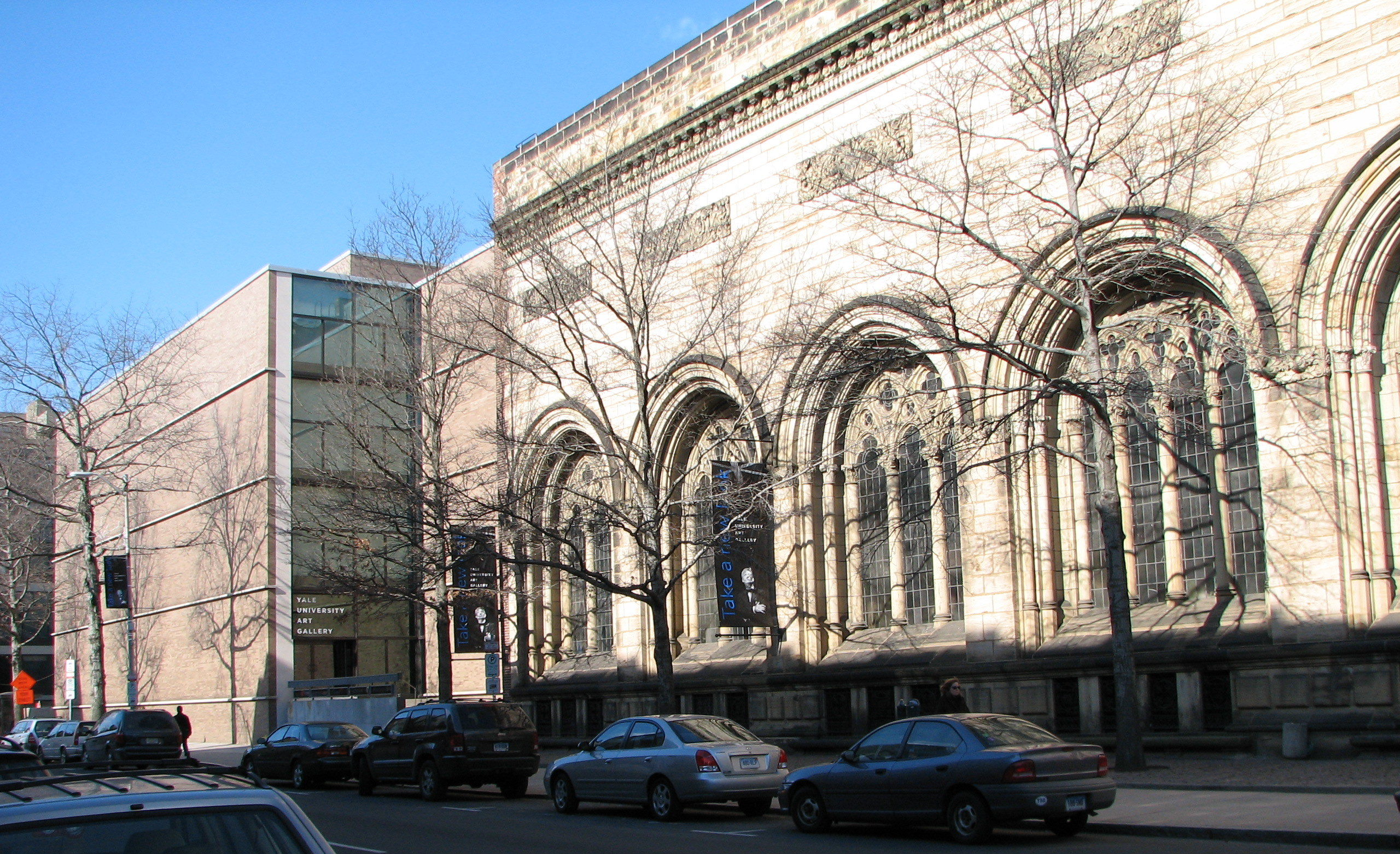
Художественная галерея Йельского университета, где хранится картина

В биографическом очерке о Франклине, созданном в мае 1867 года, Henry Tuckerman упоминает картину «Франклин играет в шахматы с леди Хау», написанную Эдвардом Харрисоном Мэем для некоего американца господина Фарнхема. Господином Фарнхемом был, по мнению историков, Дэниел Фарнхем (1799—1881), сын Бенджамина Фарнхема, который участвовал в американской революции. Уже в 1974 году картина пребывала в Manson Collection в Художественной галерее Йельского университета (англ. Yale University Art Gallery), где она находится и в настоящее время (сейчас во Franklin Collection, № 1937.769).
Название, которое впервые упоминает Henry Tuckerman в 1867 году, «Франклин играет в шахматы с леди Хау», кажется более вероятным, чем более известное сейчас «Леди Хау ставит мат Бенджамину Франклину», так как картина упоминается под этим названием в значительно более поздних источниках. Когда она была написана, также вопрос окончательно не решён. Ни одна научная монография не содержит точных сведений. Указывается обычно 1867 год (хотя это не дата создания картины, а только первое, сохранившееся до нашего времени, упоминание о ней), такая дата впервые появилась в книге «Les Echecs Roi des Jeux, Jeu des Roi», принадлежащей Jean-Michel Pechine, но источник самого Jean-Michel Pechine он не указал. Сохранился акварельный чёрно-белый набросок к картине, сделанный художником, он относится к 1853 году (!).

## Художественные особенности
За партией в шахматы изображены Бенджамин Франклин и леди Хау, третий персонаж, стоящий за столом и открывающий шкатулку, в каталогах обозначается как Неизвестный (присутствует некоторое портретное сходство с прижизненными изображениями лорда Ричарда Хау). Место действия — комната в доме Хау.
Картина Мэя содержит несколько традиционных мотивов изображения шахмат в изобразительном искусстве. Квадратные плитки пола соответствуют полям на шахматной доске. Позиция на доске указывает на конец игры, демонстрируя символическое напоминание о смерти (лат. «Memento mori») и скоротечность славы. Леди Хау явно горда своей победой над сильным противником (обычно на подобных картинах победу празднует женщина). Любопытно, что ни один из источников не говорит о том, что она одержала победу над Франклином. Собака (домашнее животное часто присутствует на подобных изображениях), как обычно, не обращает внимания на поединок мужчины и женщины, противостоящих друг другу в шахматной партии.
Франклин играет на картине с «невозмутимостью», о которой сам он писал: «Я никогда не сдаюсь, прежде чем партия будет закончена, всегда надеясь на победу, или, по крайней мере, на удовлетворение от борьбы».

## Интересные факты
- Основываясь на искреннем увлечении Франклина шахматами, некоторые исследователи рассуждают о его дипломатии в шахматных терминах[12]:

«Начиная с разыгранного гамбита, приведшего к заключению союза Америки с Францией, и до эндшпиля, обеспечившего мир с Англией при сохранении дружбы с французами, Франклин мастерски вел сложную „трехмерную“ партию против двух агрессивных игроков, проявляя исключительное терпение, когда его фигуры оказывались в трудном положении, и умело использовал стратегические преимущества, когда положение его фигур оказывалось более благоприятным».— Уолтер Айзексон. Бенджамин Франклин.
- Франклину принадлежит небольшая статья о психологии шахматной игры «Нравственность игры в шахматы»[13].
- Картина Мэя изображена на марке, выпущенной почтой Парагвая в январе 1978 года к XXIII Шахматной олимпиаде в Буэнос-Айресе[10].
- Картина Мэя не является единственным изображением на этот сюжет. Он был широко распространён в середине XIX века. На странице 305 Harper’s New Monthly Magazine в феврале 1852 года была опубликована гравюра неизвестного художника[14], другая гравюра на этот сюжет не датирована[15].